# Парагвай на зимних Олимпийских играх 2014
Парагвай принимал участие в зимних Олимпийских играх 2014 года, которые проходили в Сочи, Россия с 7 по 23 февраля. Это была первая зимняя Олимпиада в истории страны.

## Состав и результаты олимпийской сборной Парагвая

### Фристайл
Спортсменов — 1
Парагвай смог квалифицировать на Олимпиаду одну спортсменку — Хулию Марино, родившуюся в Парагвае, но впоследствии удочеренную американской семьёй. До 2013 года Марино выступала за США, но затем решила сменить спортивное гражданство и стала выступать за Парагвай.
Слоупстайл
| Соревнование | Спортсмены   | Квалификация | Квалификация | Квалификация | Финал                 | Финал                 | Финал                 | Итоговое место |
| Соревнование | Спортсмены   | 1 заезд      | 2 заезд      | Место        | 1 заезд               | 2 заезд               | Место                 | Итоговое место |
| ------------ | ------------ | ------------ | ------------ | ------------ | --------------------- | --------------------- | --------------------- | -------------- |
| Женщины      | Хулия Марино | 36,40        | 25,60        | 17           | Завершила выступление | Завершила выступление | Завершила выступление | 17             |